# ليندسي س. هوارد
ليندسي س. هوارد (بالإنجليزية: Lindsay C. Howard)‏ هو لاعب البولو أمريكي، ولد في 31 مارس 1904 في سان فرانسيسكو في الولايات المتحدة، وتوفي في 6 سبتمبر 1971 في مووربارك في الولايات المتحدة.